# Bocana
Bocana is een geslacht van vlinders van de familie spinneruilen (Erebidae), uit de onderfamilie Herminiinae.

## Soorten
- B. albipalpis Pagenstecher, 1884
- B. amphusalis Walker, 1859
- B. bistrigata Staudinger, 1888
- B. incompleta Prout, 1928
- B. linusalis Walker, 1859
- B. manifestalis Walker, 1859
- B. marginata Leech, 1900
- B. noctinex Walker, 1864
- B. silenusalis Walker, 1858
- B. spacoalis Walker, 1859
- B. umbrina Tams, 1924